# Volker Türk
Volker Türk, né le 27 août 1965 à Linz, est un avocat autrichien et fonctionnaire des Nations unies. Il est haut-commissaire des Nations unies aux droits de l'homme depuis le 17 octobre 2022.

## Biographie
Il a grandi en Autriche, à Vienne et près de la ville de Linz. Il étudie le droit à l'université de Vienne et à l'université de Linz. En 1992, il consacre son doctorat au HCR et à son mandat. Puis il est assistant de recherche à l'Institut de droit international de l'université de Vienne, ainsi qu'à l’Institut de droit pénal de l'université de Linz.
En 2016, il reçoit le prix des droits de l'homme de l'université de Graz.
En octobre 2022, il succède à Michelle Bachelet et devient Haut-Commissaire des Nations unies aux droits de l'homme,.

## À voir